# ミッキーのマジカル・クリスマス/雪の日のゆかいなパーティー
『ミッキーのマジカル・クリスマス/雪の日のゆかいなパーティー』（ミッキーのマジカル・クリスマス/ゆきのひのゆかいなパーティー、原題：Mickey's Magical Christmas: Snowed in at the House of Mouse）は、2001年11月6日に発売されたアメリカのディズニー・テレビジョン・アニメーションが製作したアニメーション映画（オリジナルビデオ）。
「ノーカット版ホリデー・ムービー」として発売された本作だが、実はディズニーのTVシリーズ『ハウス・オブ・マウス 〜ミッキーとディズニーのなかまたち〜』のクリスマス・スペシャルである。プーさんやピグレット、ベル、白雪姫、アリエルを始めとするディズニーのスターたちがクリスマス・ショーに大集合したファミリーアニメ特別編である。
日本では2002年11月8日にブエナ ビスタ ホーム エンターテイメントから日本語吹き替え版のVHS（規格品番：VWSJ-4626）、同年12月6日にDVD（規格品番：VWDS-4626）が発売された。また、過去に12月末にディズニー・チャンネルで放送されている。トゥーン・ディズニーでも放送されていたこともある。

## ストーリー
大雪の影響で道が通行止めになったから、ハウス・オブ・マウスのクリスマス・ショーに集まったディズニーの仲間であるプーさんやピグレット、ベル、白雪姫、アリエルなど、家へ帰れなくなった。それを見たミッキーはせっかくのクリスマスを思いきり楽しむため、大雪が止むまでパーティーを続けることを提案した。ところがクリスマスに良い思い出がないドナルドはご機嫌ななめ。ミッキーはドナルドを喜ばせようとクリスマス関係のアニメを流すもどれもドナルドにとっては災難な物ばかりで「つまんない」と言い出し、ミッキーは落ち込んでしまう。様子を見に来たジミニーに諭され、お店の巨大クリスマスツリーの星をつける大役をドナルドに任せたことでドナルドの機嫌は直り、皆でクリスマスパーティーを楽しむのであった。

## エピソード
◎は『ミッキーマウス・ワークス』のエピソード。
ミッキーのマジカル・クリスマス/雪の日のゆかいなパーティー（2001）
ドナルドのアイス・スケート （1999）◎
プルートのクリスマス・ツリー（1952）
ミッキーのくるみ割り人形（1999）◎
ミッキーのクリスマスキャロル（1983)

## キャスト
| 役名                            | 英語版声優                                                             | 日本語吹替        |
| ------------------------------- | ---------------------------------------------------------------------- | ----------------- |
| ミッキーマウス                  | ウェイン・オルウィン ジミー・マクドナルド（ツリー）                    | 青柳隆志          |
| ミニーマウス                    | ルシー・テイラー                                                       | 水谷優子          |
| ドナルドダック                  | トニー・アンセルモ クラレンス・ナッシュ（ツリー、キャロル）            | 山寺宏一          |
| デイジーダック                  | トレス・マクニール パトリシア・パリス（キャロル）                      | 土井美加          |
| グーフィー                      | ビル・ファーマー ピント・コルヴィグ（ツリー） ハル・スミス（キャロル） | 島香裕            |
| プルート                        | ビル・ファーマー ピント・コルヴィグ（ツリー）                          | -                 |
| ジミニー・クリケット            | エディ・キャロル                                                       | 肝付兼太          |
| ルードヴィヒ・フォン・ドレイク  | コーリー・バートン                                                     | 沢りつお          |
| スクルージ・マクダック          | アラン・ヤング                                                         | 北村弘一          |
| チップ                          | トレス・マクニール ジミー・マクドナルド（ツリー）                      | 滝沢ロコ          |
| デール                          | トレス・マクニール デジー・フリン（ツリー）                            | 稲葉実            |
| ティモン                        | ケビン・ショーン                                                       | 三ツ矢雄二        |
| プンバァ                        | アーニー・サベラ                                                       | 畠中洋            |
| ムーシュー                      | マーク・モーズリー                                                     | 山寺宏一          |
| ヒューイ・デューイ・ルーイ      | トニー・アンセルモ                                                     | 坂本千夏          |
| アリエル                        | ジョディ・ベンソン                                                     | すずきまゆみ      |
| アースラ                        | パット・キャロル                                                       | くじら            |
| プラクティカル・ピッグ          | ビル・ファーマー                                                       | 伊藤友美          |
| クスコ                          | J.P.マヌー                                                             | 森川智之          |
| パンチート                      | カルロス・アラズラキ                                                   | 古川登志夫        |
| おこりんぼ                      | コーリー・バートン                                                     | 後藤哲夫          |
| ジャファー                      | ジョナサン・フリーマン                                                 | 宝田明            |
| ピノキオ                        | マイケル・ウェルチ                                                     | 常盤祐貴          |
| ピーターパン                    | ブレイン・ウェーバー                                                   | 林勇              |
| ナレーター                      | ジョン・クリーズ（くるみ割り人形）                                     | 中村正            |
| アラジン                        | リック・ローガン                                                       | 石井一孝          |
| ジャスミン                      | ボビー・ペイジ                                                         | 麻生かほ里        |
| イーヨー                        | ピーター・カレン                                                       | 石田太郎          |
| ルミエール                      | ジェリー・オーバック                                                   | 若江準威知        |
| ビースト                        | ロビー・ベンソン                                                       | 山寺宏一          |
| ベル                            | ペイジ・オハラ                                                         | 伊東恵里          |
| シンデレラ                      | ジェニファー・ヘイル                                                   | 鈴木より子        |
| ラット                          | ハル・スミス                                                           | 岩田安生          |
| イタチ                          | ウェイン・オルウィン                                                   | 後藤哲夫 落合弘治 |
| 巨人のウィリー                  | ウィル・ライアン                                                       | 西尾徳            |
| ピート                          | ウィル・ライアン                                                       | 大平透            |
| ビッグ・バッド・ウルフ          | ウィル・ライアン                                                       | 島香裕            |
| マッドハッター （いかれ帽子屋） | コーリー・バートン                                                     | 西本裕行          |
| オットー                        | ウェイン・オルウィン                                                   | 小形満            |
| モーティー                      | ディック・ビリングスリー                                               | 常盤祐貴          |
| ヴォン・ドレイク教授のママ      | エイプリル・ウィンチェル                                               | 定岡小百合        |
| 白雪姫                          | キャロライン・ガードナー                                               | -                 |

## テーマ曲
- 「お部屋を飾ろう」（歌：ルース・クリフォード、クラレンス・ナッシュ、ピント・コルヴィグ、ジミー・マクドナルド、デジー・フリン（英語版）水谷優子、山寺宏一、島香裕、滝沢ロコ、稲葉実（日本語吹替））
- 「クリスマスを祝おう」（歌：ミュージッククリエイション）
- 「最高のクリスマス」（歌：ウェイン・オルウィン、ルシー・テイラー、トニー・アンセルモ、ビル・ファーマー、ペイジ・オハラ、ジョディ・ベンソン、ケビン・ショーン、アーニー・サベラ、ジェリー・オーバック、リック・ローガン、ボビー・ペイジ、ブレイン・ウェーバー（英語版）青柳隆志、水谷優子、山寺宏一、島香裕、伊東恵里、すずきまゆみ、三ツ矢雄二、畠中洋、若江準威知、石井一孝、麻生かほ里、林勇（日本語吹替））

## 映像特典（ボーナス・コンテンツ）
- クリスマスを奏でよう
- ♪お部屋を飾ろう シング・アロング・ソング（英語版）
- ♪そりすべり シング・アロング・ソング（英語版）

## スタッフ
「ミッキーのマジカル・クリスマス/雪の日のゆかいなパーティー」
- 製作・監督総指揮：ロバート・ガーナウェイ、トニー・クレイグ
- 脚本：ケヴィン・キャンベル
- 美術監督：マイク・ムーン
- 音楽：マイケル・ゴロム、ウィリアム・B・グリッグス、ジェニファー・E・マーテンス
- 楽曲：ランディ・ピーターソン、ケビン・クウィン、フレドリック・シーレス、アーウィン・コスタル

「ドナルドのアイススケート」
- 脚本：ジェス・ウィンフィールド
- 編集：ケビン D.キャンベル

「プルートのクリスマス・ツリー」
- 監督：ジェス・ハナー
- 脚本：ビル・パーク、ミルト・シャーファー
- 音楽：ジョセフ.S.ダービン

「ミッキーのくるみ割り人形」
- 脚本：トーマス・ハート
- 編集：ケビン D.キャンベル

「ミッキーのクリスマス キャロル」
- 原作：チャールズ・ディケンズ
- 製作・監督総指揮：バーニー・マティンソン
- 美術監督：ドン・グリフィス
- 編集：ジェームス・メルトン、アルメッタ・ジャクソン

## 日本語版制作スタッフ
- 演出：清水洋史、小山悟、木村絵理子
- 字幕翻訳／吹替訳詞：佐藤恵子
- 吹替翻訳：佐藤恵子、荒木小織、中村久世
- 音楽演出：深澤茂行
- 録音／調整：オムニバス・ジャパン、KSSスタジオ、スタジオ・ユニ
- 録音制作：（株）東北新社
- 制作監修：山本千絵子
- 日本語版制作：Disney Character Voices International, Inc.